# Tuc de Coeisseca
El Tuc de Coeisseca és una muntanya de 2.101 metres que es troba al municipi d'Arres, a la comarca de la Vall d'Aran. Fa la divisòria d'aigües entre la Garona i el riu de Varradòs. Al peu de la muntanya es troba la capella de la Mair de Diu d'Arres entre el clot de Laurit i la bassa del Rèssec.